# 교황 베네딕토 8세
교황 베네딕토 8세(라틴어: Benedictus PP. VIII, 이탈리아어: Papa Benedetto VIII) 또는 베네딕투스 8세는 제143대 교황(재위: 1012년 5월 18일 ~ 1024년 4월 9일)이다. 본명은 테오필락투스(Theophylactus)이다. 그의 전임자인 교황 베네딕토 6세(973–974)와 마찬가지로 투스쿨룸 백작 가문에서 태어났다. 투스쿨룸 백작 그레고리오의 아들로서, 그의 동생도 훗날 교황 요한 19세가 되었다.
베네딕토 8세는 대립 교황 그레고리오 6세에게 밀려 로마를 잠시 떠났으나, 1014년 2월 14일 그에 의해 신성 로마 제국 황제로 즉위한 독일 왕 하인리히 2세에 의해 다시 복권될 수 있었다. 베네딕토 8세는 교황으로 재임한 동안 하인리히 2세와 우호적인 관계를 유지하였다. 그의 재임기간 중에 사라센족이 이탈리아 남부 해안에 대한 침략 행위가 다시 일어났다. 사르데냐에 정착한 그들은 피사를 약탈하였다. 이 시기에 노르만족도 이탈리아에 들어오기 시작했다. 베네딕토 8세는 노르만족과 동맹을 맺고 사라센족을 사르데냐에서 패퇴시키고, 크레센티 가문을 굴복시킴으로써 이탈리아에 평화를 가져왔다. 1022년 그는 성직매매를 비롯한 성직자들의 부패 문제를 다루기 위해 황제와 더불어 파비아에 시노드를 소집하였다. 베네딕토 8세의 교회 개혁은 클뤼니 수도원의 지지를 받았는데, 그곳의 아빠스는 그의 오랜 친구인 성 오딜로였다.
1020년 베네딕토 8세는 이탈리아 남부 지역에서 새로이 부상하는 동로마 제국에 위협을 느끼고, 하인리히 2세와 논의하기 위해 독일로 길을 떠났다. 밤베르크에 도착한 그는 그곳의 새로운 대성당을 축성하고, 카롤루스 대제와 오토 1세의 기증을 재확인하는 하인리히 2세의 선언을 받아냈다. 또한 독일 방문기간 중에 그는 풀다 수도원을 방문하였다.
평화에 대한 관심이 높았던 그는 ‘하느님의 휴전’(Pax Dei)이라는 개념을 장려했다.
그는 황제로 하여금 원정대를 이끌고 이탈리아 남부로 가서 동로마 제국에 망명한 그의 가신들을 다시 종속시킬 것을 권유했다.

## 같이 보기
- 교황 목록